# ジョセフ・グルー
ジョセフ・クラーク・グルー（Joseph Clark Grew、1880年5月27日 - 1965年5月25日）は、アメリカ合衆国の外交官。日米開戦時の駐日アメリカ合衆国特命全権大使（第13代）。ジョゼフ・グリューとも表記。
日米開戦回避に努めた。開戦（1941年12月）後日本国内に抑留され、日本の外交官との交換船により帰国（1942年6月）。帰国後は国務次官となり、日本への原子爆弾投下に反対して天皇制存続を訴えたり、終戦交渉・占領政策立案に尽力した。終戦と同時に国務次官を辞任し、私人として講演活動などを通じ、日米両国の親善に尽した。
吉田茂は、グルーは「本当の意味の知日家で、『真の日本の友』であった」と高く評価した 他方、グルーの日本理解には限界があった、あるいは彼は政治的にきわめて保守的であったことを指摘する見方もある。

## 生い立ち・学歴
グルーは、マサチューセッツ州ボストン市西部のバックベイ (Back Bay)地区 に、エドワード・スタージスおよびアニー・クロフォード・グルーの四番目の子として生まれた。2人の兄（ヘンリーおよびランドルフ）と姉（エレノア）がいた。グルー家は祖先がイギリスから渡米したボストンの名門で、貿易・綿取り引き業・金融業などで財をなし、同じく名門のパークマン家やスタージス家などとつながっていた。
1892年秋、人格・指導力・社会奉仕の精神の育成を目指す全寮制のグロトン校 に入学した。同校卒業後、ボストンの由緒ある家庭の男子が通常進学したハーバード大学に入学した。入学後は、大学新聞『クリムゾン』の編集員として活躍すると共に、スポーツにも熱心であった。最も熱を入れたのが、「フライ・クラブ(Fly Club)」 であった。グルーは後に「クラブでの活動と社交が自分にとっての大学生活のハイライトであった」と述べている。第32代大統領のフランクリン・D・ルーズベルトはグロトンとハーバードでグルーの2年後輩であったが、両人が当時親しく交流していたという記録はない。
グルー家は、植民地時代初期にイギリスからマサチューセッツに移住した「ピューリタン」（カルヴァン主義の流れを汲む会衆派・長老派）とは異なる、より自由主義的な監督派（エピスコパル）に属していたが、勤勉・責任・奉仕など、ニューイングランドに流れる倫理観を培われ、生涯を通じてそれを保った。グルーは幼少時に猩紅熱にかかり、片耳難聴になった。この事は外交官のキャリアを全うする上でハンディキャップとなった。大学卒業後、1902年6月から18ヶ月の世界旅行に出た。中国（アモイ）で虎を狩猟するなどの体験の後、日本経由で帰国した。

## 外交官時代—1932年以前

### 修業時代
グルーが大学を卒業した頃、「職業的外交官」の地位が確立しておらず、政治的功労者が大使・公使・領事などに任命されていた。書記官たち初任者の昇進も保障されてはいなかった。グルーは、カイロのアメリカ総領事書記生に就く道を選ぶ（1904年7月、同年11月よりカイロ総領事代理）。
1905年10月、アリス・ペリーと結婚。アリスは日本を開国したマシュー・ペリー提督の兄、オリヴァーのひ孫にあたった。慶応義塾大学で英文学を教えていた父トマス・ペリーに同行し来日し、3年間日本で過ごした。
その後グルーはセオドア・ルーズベルト大統領の口利きで、駐メキシコ大使館三等書記官（1906年3月）・駐ロシア帝国大使館三等書記官（1907年5月）に採用された。1908年6月駐ドイツ帝国大使館2等書記官、1911年1月駐オーストリア＝ハンガリー帝国大使館1等書記官を経て、1916年9月末〜12月後半ドイツ代理大使を務めた。この頃一時は政権の交代があり（共和党ウィリアム・タフト大統領から民主党ウッドロー・ウィルソン大統領へ）、民主党支持者のはげしい猟官の影響を受けることが予想されたが、知人等の支援があり、留任できた。そして、ひっきりなしの歓待やヨーロッパの宮廷外交の壮麗さを満喫し、外交官としてのスタイルを身に付けた。
第一次世界大戦中はアメリカ国内に居住しており、国務省西欧部長など歴任。1918年10月、エドワード・ハウス大佐に同行してパリへ。パリ講和会議期間中および終了後、アメリカ全権団書記官を務めた（1919年1月〜12月）。
1920年5月〜1921年10月、駐デンマーク公使、1921年10月〜1924年4月、駐スイス公使。この間1922年11月〜1923年7月、ローザンヌ会議へのアメリカ代表団に加わり、オスマン帝国に代わる新生トルコ共和国の基礎造り（関税自主権の回復・ギリシャとトルコの住民交換など）に貢献した（ローザンヌ条約、1923年8月6日締結）。

### 国務次官（第1期）

1924年のグルー。執務室にて

1924年2月、国際連盟でのアメリカ合衆国を代表する任務を終え、本国に戻った時、グルーは自分が国務次官に任命されたという電報を受け取った。グルーは予想される責任と困難さを思って躊躇したが、「喜ばしいものである」と日記に記し、就任を受託した。
この頃、ロジャーズ法 が成立し、外交官制度の改革の試みが始まっていた。外交職と領事職の間の格差を失くすことが改革の目指すところであった。その作業を進める上で、グルーのようなキャリアの持ち主が適任であると見込まれた。しかしグルーは、改革の必要性は認めていたが、外交職と領事職の統合には熱心ではなかった。彼は外交職を守ることにより熱心であった。外交官には特別な素養と経験が必要とされ、昇進率の差に見られるような両者の間の格差は個人の能力の差によるものと信じていた。グルーの在任中なされた昇進や任命は、彼にとっては正当化されるものであったが、たとえば1927年の人事リストには9人の大公使および国務次官補が指名されていたが、東部エリート大学出身者への偏りが目立ち、領事職は1人も含まれていなかった。これに対し、強い批判が出た。同事件—「1927年のスキャンダル」と呼ばれたーは、明らかにグルーの失敗であった。このことならびに国務長官フランク・ケロッグ（Frank Kellogg）との不和が取り沙汰され、グルーの転出は予期された。

### 駐トルコ大使
1927年5月、グルーは駐トルコ大使に任命され、9月に就任した。この人事に関して、議会では外交官の自己昇進であるとの批判が起こった。ケロッグ長官は、職責と能力でグルーを推薦したと型通りの援護を行ったが、グルーは秘書官に宛てた書簡で、「私はコンスタンチノープルを望んだ訳ではない。私の印象では、政権は私が去ることを望んでいるのだ」と記した。
しかし、新生トルコへの最初のアメリカ大使として、グルーはケマル・アタテュルク大統領およびイスメト・イノニュ首相の指導の下、トルコが近代的国家へと歩む過程を目の当たりに見る機会に恵まれた。彼は、アメリカ合衆国が個別にトルコと通商航海条約及び居住営業条約を締結する事に尽力した（それぞれ1929年および1931年に締結、1932年5月に批准成立）。

## 駐日大使—穏健派への期待

### アメリカ、対日道徳的圧力を強める
1931年秋、グルーは駐日大使を務める意向を打診された。同年代の職業外交官として、主要都市の大使になる最初の者であることを意識し、彼はその任を引き受けた。3月13日、トルコを離れ、新しい任地に向かった。1932年6月6日、横浜港に到着し、6月14日、昭和天皇に謁見した。
グルーの日本着任の前年、満州事変（1931年9月18日）が勃発し、日本のアジア大陸進出が顕著となった。アメリカ合衆国国務長官ヘンリー・スティムソンは1932年1月7日、日本による満州の軍事制圧は、パリ不戦条約 に違反するとする声明（スティムソン・ドクトリン）を公表した。日本の行為を不服とした中華民国の提訴を受けて、国際連盟はイギリスのヴィクター・ブルワー＝リットンを団長とする日支紛争調査委員会（リットン調査団）を派遣した。調査団は同年10月2日に報告書を公表し、「日本の軍事行動は正当な自衛措置と認めることはできない」と結論付けた。
1932年から1933年にかけて、本国では共和党から民主党に政権交代した（ハーバート・フーヴァー大統領からフランクリン・ルーズベルト大統領へ）。グルーは共和党支持であったので通常ならば更迭されるところであり、慣例に従って辞表を提出したが、年金資格が得られる翌年まで上級外交官職に留まりたいという希望を併せて伝えた。その結果、グルーは駐日大使に留任することとなった。
この頃グルーは、日本国内においては広田弘毅等の穏健派が軍部を抑えることを期待し、日本が国際連盟に留まることを望んでいた。しかし1933年2月、リットン報告書は国際連盟総会で承認された。松岡洋右全権はあらかじめ用意していた宣言書を読み上げ、国際連盟総会から退場した。翌月、日本政府は国際連盟からの脱退を決め、正式に通告した。
松岡洋右が宣言書を読み上げた日、グルーは日記に次のように記したー「今日、内閣は、国際連盟を脱退することを決議した。・・・私自身の推測は間違っていた。ごく最近まで私は日本がこれをやると思っていなかった。しかし、これは満州国を急いで承認したことその他、今まで日本がやってきたあらゆることの線に、ちゃんと沿っているのである。日本の政策は一つの『既成事実』に次ぐに他の既成事実をもって、世界を相手にしようというのである。軍はいまだに優勢で、いまだに恐怖政治の独裁制を構えている」（1933年2月20日）。

### 広田外相就任
1933年9月、広田弘毅が齋藤内閣（斎藤実首相）で外相に就任した。グルーは、広田の「政策の礎石は日米関係の改善である。彼の態度は、彼が本気であることを私に確信させる」として、彼を中心とする日本の穏健派が日本が極端な行動に走ることを阻止すると期待していた。しかし、1934年4月17日の「天羽声明」 を境にして、穏健派に対するグルーの期待はさらに弱まっていった。
他方、情報が錯綜し、本省は天羽声明の公式の訳文を求めてきたが、グルーは、同声明は外相の許可を得ていないので公式の訳文はないと返答する一方、日本は九カ国条約を遵守し、中国に特殊権益を求めず、中国の貿易を阻害しないというのが天皇の方針であると本省に伝えた。これは天羽声明の内容と異なるものであった。天羽声明が、日本政府の誰によっても「公然と否定」されていないことも明らかとなり、本省は困惑し、駐日大使館の能力に疑問が持たれた。

### 無条約時代
5ヶ月の休暇の後グルーは、1935年12月17日に帰任した。駐ベルギー大使に代わって、グルーは外交団主席になることとなった。それは、様々の宮中行事への参列を意味した。
翌年早々日本が第二次ロンドン海軍軍縮会議本会議を脱退したことなどを知り、グルーの対日態度は強硬なものになった。日米の友好関係を心から望むグルーとしては、東アジアにおけるアメリカの権益や通商の自由を妨げる日本の行動については、日本人にアメリカ人の考えをきっちりと理解させるべきである、と考えるに至った。そのため、上院外交委員長キー・ピットマンが議会において、日本の侵略政策はアメリカにとって危険であるという内容の好戦的な演説を行った際、日記に「（このような演説は）日本人に、物を考えるために立ち止まらせる役に立つことは確かだと思う」と書き、それを支持した（1936年2月11日付日記）。
1936年11月25日、日本がナチス・ドイツと日独防共協定 を結んだ。グルーは日記に「対外関係に関する限り、1937年は日本にとって良くない年である。（中略）国際連盟から脱退したことによって始められた日本の孤立を、完全なものにした」と書いた（1937年1月1日）。

### 2・26事件
1936年2月26日、日本の陸軍皇道派の影響を受けた青年将校らが下士官兵を率いて起こした未遂のクーデター（二・二六事件）が起こった。前夜グルーは元首相斎藤実内大臣夫妻、鈴木貫太郎侍従長夫妻を大使館の晩餐に招き、トーキーを楽しんだ。暗殺を知り、翌日グルーは岡田啓介首相の自宅へ弔問した。
後任に広田弘毅が選ばれ、組閣に着手した。グルーは日記に「（彼は）合衆国との友好関係を欲し、その方向に出来るだけの努力を払うことと思う」と、広田への期待が大きいことを記した。しかし広田内閣は、翌年1月に総辞職し、後任に林銑十郎が選ばれ林内閣が成立した（1937年2月）。

### 盧溝橋事件
1937年7月7日、盧溝橋事件 が起こり、日中戦争が勃発した。グルーは当初は、事件は日本による“謀略工作”の結果だとする説に対しては懐疑的だったが、次第に事件の発端は日本側に責任があるという見方に変わっていった。しかし彼は、アメリカの政策の主要目標は、厳正中立を維持し、極東の混乱した事態の局外に立つことでなければならないと考え、この段階でも、対日圧迫策は無駄であり、そのうえ危険で破壊的であると見ていた。
1937年10月5日、フランクリン・ルーズベルト大統領は、世界に無法状態を生み出す国家は隔離されるべきであるとする「隔離演説」と呼ばれることになる演説を行った。交渉を通じての紛争解決を望んでいたグルーは落胆した。
1937年11月7日、日本軍が上海に上陸し、12月1日、南京を占領するに至っても、日米友好は可能というグルーの信念は揺らがなかった。しかし、アメリカによる調停によって和平を実現することには、さらに悲観的になっていく兆候を彼は見逃すことはなかった。

## 駐日大使—強硬路線へ

### パネー号事件
1937年12月12日、日本海軍機が揚子江上において、米国アジア艦隊所属の警備船「パネー号(Panay)」を攻撃して沈没させ、その際に機銃掃射を行ったとされる、パネー号事件が生じた。日本側は、事件は故意の敵対行為ではなく、一連の偶発事件の結果だと主張した。日本側は広田弘毅外相が大使館に赴き、謝罪する一方、ワシントンDCの斎藤博駐米大使へコーデル・ハル国務長官への謝罪を訓令した。斎藤大使は訓令を待たずにラジオ放送枠を買い取って、全国中継で謝罪を表明した。12月24日、広田弘毅外相は日本政府の正式回答文書をグルー大使に手交した。
1938年2月、日本軍は重慶を爆撃した（重慶爆撃）。近衛文麿首相（第1次近衛内閣）は帝国議会で、日本は「支那の領土並びに主権および支那における列国の正当なる権益を尊重する方針にはいささかもかわるところはない」と演説した。グルーの本国への報告は、この演説を真に受けたもののように思われた。すなわち日本軍の行動は単なる軍事的逸脱ではなく、経済圏確保が目的であるとした。これに対し、国務省の極東専門家は、「グルーが日本寄り過ぎる」という批判的なコメントを出した。

### 斎藤博駐米大使の遺骨の送還
1939年2月26日、斎藤博駐米大使がワシントンD.C.において病没した。同大使は1934年に着任して以来、パネー号事件（1937年12月）に際し、直接ラジオの全国中継で平和的解決を訴えるなど、日米関係の改善に努めたことで知られていた。アメリカ政府は同大使の死を惜しみ、また元駐日大使エドガー・バンクロフトの死に際し、日本政府が軽巡洋艦「多摩」によって同大使の遺体を送り届けたことへの返礼の意味を込めて、巡洋艦「アストリア」に遺骨を載せて日本に送り届けた。グルーはこのような「米国政府のジェスチャーが良い結果」が生まれることを望むと日記に記した（1939年4月3日）。同4月17日、横浜・山下桟橋において受領式が行われ、グルーは夫人と共に列席した。
また翌日に築地本願寺で行われた葬儀にも出席した。

### 「馬の口から一直線に」演説
グルーは1939年夏、休暇で本国に帰国しているが、出発に先立ち、「経済、財政、商業、感情のどの点から見ても合衆国は、もし日本が米国と同様に付き合うならば世界中のどの国よりも日本のよい友人であり得るのだ。どの点から見ても日米戦争は、まさに愚の骨頂である」と日記に記した。（1939年5月15日）。しかし、本国において世論が日本に対して厳しくなっていることを知った。
帰任後、日米協会において、グルーは「馬の口から一直線に」（「最も確かな筋から得た」の意味）と題する演説を行った（1939年10月19日）。その中で彼は、アメリカ国民は「他国民の宗主権を尊重し、米国の宗主権も同様に尊重されんことを欲しています。（中略）米国民は商業上の機会均等ということを信じています。おそらく米国ほどこの原則を時々発動させた国家はない」ことを強調した。それは明らかに、日本は中国の宗主権を侵し、機会均等の原則を踏みにじっていると、批判したものだった（1939年10月19日）。
グルーの演説に対する日本の反響は大きかった。『読売新聞』（1939/10/20号）は「重大発言、我対支行動是正求む」という見出しを付け、大使が任地で行うには異例に強硬であったことを暗示した。

### 野村外相との会談
グルーは、1939年11月4日から12月28日にかけて、野村吉三郎外相（阿部内閣）と3回会談した。この一連の会談は、日米関係の改善のため積極的な措置を取るべきは日本側であると説得するグルーの努力の「クライマックス」であった。しかし進展はなく、目立った成果のないものであった。

### 有田外相との会談
1940年6月10日から同年7月11日にかけて、グルーは有田八郎外相（米内内閣）と5回にわたり会談した。前回の野村との会談にまして国務省はグルーに強い指示を与えていたので、グルーは有田に対し明確に、日本は二つの道、すなわち(1) 秩序、正義、自由貿易、国際協力、領土保全、それに国家主権を尊重していくこと、(2)武力、他国への内政干渉、貿易制限、特権的地位、そして自給自足経済への道のいずれかを選ばなければならないことを悟らせる使命を負った。

### 青信号メッセージ
グルーは1940年9月12日発の通信において、より明確に強硬的な対日路線に転じた。この時期以前の通信が融和的政策を求め、強硬的な政策の推進は直接両国の衝突を招く危険性があるので回避されるべきであるー「赤信号」である―とされて来たのに比し、強硬路線を容認する通信は、以後「青信号」と呼ばれることになる。その中でグルーは、「力あるいは 力の示威」によってしか略奪国の行動を阻止することができないとし、報復措置を徐々に段階的に強化することによって、日本による太平洋の現状変革を抑止するという政策を勧告した。グルーは、8年にわたる日本勤務で、この電報はおそらく最も重要な交信であると、自ら考えた。
同年11月11日に、宮城外苑で行われた「紀元二千六百年奉祝会」において奉祝詞を昭和天皇に奏上した。

## 日米戦争回避のための努力

### 「枢軸国はこの戦争に勝たない」
1941年になり、グルーの姿勢はより強硬になった。彼は日記に「愛好する我が同国人といえども、宥和政策が完全に絶望的であることを理解するだろう。そんな時は過ぎたのだ。（中略）捨てておけばこの癌[日本の急進論者]は及ぶかぎり至るところに侵入し、ついにその惨害は阻止することが出来なくなる。」（1941年1月1日）

### 日米首脳会談の提案
1941年8月18日、グルーは近衛首相の命を受けた豊田貞次郎外相（第3次近衛内閣）と会談した。豊田は日米首脳会談実現の働きかけをおこなった。1941年9月6日、グルーは近衛首相に招かれ、秘密会談を持った。近衛は日米首脳会談の開催実現に向けて、日独伊三国同盟を事実上無効にする、ドイツ軍がアメリカを攻撃した場合も日本は対米参戦しない、直ちに南北仏印から撤退することなどを約束した。
これを受けて、グルーは1941年9月22日、頂上会談の実現を直接ルーズベルト大統領に訴えた。9月29日、ハル宛報告の中で、「日本政府が最近とみに増大し、真剣さを加えてきた努力をもって、近衛公爵と大統領との会見を遅滞なく準備しようとしていることが分かる。・・・大使は、如何なる建設的方法をも援助したいと思い、・・・日本政府をして合衆国政府が日米間に相互的な了解なり取り決めなりを持ちきたらすために重要だと思う手段や政策を取らしめることに努力したい。」と書いた。しかし、日米首脳会談に対する国務省の態度は、冷淡なものから、否定的なものに変わっていった。10月2日付のハルの回答は会談を否定したものであり、第3次近衛内閣に関する限り、最終的なものであった。

### ルーズベルト大統領による昭和天皇宛の親書
1941年10月18日、第3次近衛内閣総辞職に伴い陸軍大臣東條英機に組閣の大命が下り東條内閣が成立。昭和天皇の意向に沿う形で再度日米交渉に尽力する政権となった。
同年11月3日、東郷茂徳外相は野村駐米大使との恊働を意図して、来栖三郎を特使としてワシントンD.C.に派遣することを決める。翌日、来栖はグルーを訪問。「何も新しい解決案を持っていくわけではない」と話され、グルーは失望した。
同年12月7日、グルーは短波放送で、ルーズベルト大統領が昭和天皇に親書を送ったことを知った（s:ルーズベルト大統領の昭和天皇宛親電）。しかし、国務省からは、何も伝達はなかった。夕刻、ハル国務長官から、超緊急電が来た。親書は正午に日本の郵便局に届いていたのにもかかわらず、午後10時30分まで配達されなかった。グルーは深夜、親書を東郷外相に手渡した。日が変わって12月8日午前零時15分を回っていた。午前1時に外相邸を辞去。この頃ワシントンD.C.は12月7日午前11時、駐米日本大使館では宣戦布告の暗号解読と清書に手間取っていた。

### 開戦、抑留、交換船での帰国
真珠湾攻撃による日米開戦後、グルーおよび駐日アメリカ大使館員は大使館内に警察による抑留を強いられたが、オランダ公使の葬儀やスイス大使との交換船などの交渉など、少数の外交官との外出もあった。
6月、アフリカのポルトガル領マプートでの日本の外交団及び民間人との交換のために、横浜港からアメリカの外交官・民間人と出港した。8月、リオデジャネイロ経由でワシントンD.C.に到着した。

## 国務次官（第2期）

### 全国講演
帰国後の約2年間、グルーは国務長官顧問の肩書きを与えられ、全国を演説して回った。演説の骨子は当初は日本軍指導者がいかに残虐であるかということを述べ、アメリカ国民の戦闘意欲の増進に努めるものであった。
1942年、帰国直後のグルー演説の一部を収録した『東京報告—アメリカ国民に与えるメッセージ』(Report from Tokyo/ A Message to he American People)が刊行された。その中には、「私は日本を知っている。そこに10年住んでいたからだ。日本人を親しく知っている。日本人は倒れない。（中略）彼らはベルトの穴を一つきつく閉め直して、食事を米一杯から半杯に減らし、最後の最後まで戦うだろう」と、日本国民はあたかも恐るべき戦闘マシーンであるかのように描いた箇所もある。
演説活動に邁進する一方、駐日大使時代に綴った日記の抜粋からなる『滞日十年』の刊行の準備にかかっていた。同書—原題Ten Years in Japan—は1944年に刊行され、前書と同様、ベストセラーになった（以下の『滞日十年』参照）。
戦況が圧倒的に日本にとって不利になった1943年夏頃から、グルーの関心は、いかにして勝利するかではなく、どのように戦争を終結させるかに移行していった。1943年12月29日、イリノイ教育協会における「極東における戦争と戦後問題」と題された演説で、彼は、日本は神道が基礎となっている社会であり、平和的な指導者に恵まれれば、神道は「負債」にはならない、むしろ「財産」になると述べる一方、「もし日本国民が戦争の亡者共を罰し、軍事政権を転覆するために革命を起こすのであれば、私たちも、日本人に自らの政体を選ぶ権利を与えなければならない」と述べた。天皇制存置を望む彼の対日戦後構想を示すものであった。

### 天皇制存置に向けて
1943年10月、国務省内に「部局間極東地域委員会」(Interdivisional Area Committee on the Far East)が設置され、極東における戦後処理に関する諸問題が検討された。同委員会は「知日派」と呼ばれた人びとが、主要なメンバーであった。先に見た、グルーがイリノイ教育協会で行う予定の演説原稿を彼らは前もって読む機会があった。国内世論では天皇懲罰論が強く、国務省幹部の間でも天皇制を否定する考えが支配的であった時に、日本人は「自らの政体を選ぶ権利」があるとグルーは説いた。それは、天皇制の部分的利用の有用性を主張する同委員会のヒュー・ボートン（Hugh Borton） 等の意見に通ずるものであった。

### 国務次官就任—「女王蜂演説」
1944年5月1日、グルーは国務省極東局長に就任した。グルーの就任は「部局間極東地域委員会」の意見が支持されるのに大きな力となった。
日本の敗色が濃くなる中で同年7月22日、東條内閣がサイパン陥落の責任を取る形で総辞職し、小磯内閣（小磯國昭首相）が成立した。
同年12月20日、グルーはさらに上級の国務次官に就任した。12月12日のアメリカ合衆国議会上院での指名のための聴聞会で、グルーは厳しい質問にさらされたが、グルーは、天皇の日本社会における位置は「女王蜂」のそれに例えられる、「もし、群れから女王蜂を取り除けば、巣全体が崩壊するであろう」、天皇は戦後の日本の「唯一の安定」要因であると答えた。

### 三人委員会
1944年12月19日、戦争遂行と戦後処理について意見を調整するエドワード・ステティニアス国務長官、ヘンリー・スティムソン陸軍長官、ジェイムズ・フォレスタル海軍長官から構成される委員会（The Committee of the Three, 三人委員会）が設置された。長官が不在の場合は長官代理として次官が出席する決まりであった。ステティニアス国務長官が他の業務に追われて頻繁に不在のため、グルーが同委員会に出席することが多くなった。

### 最後の説得—「対日声明に天皇制存置を」

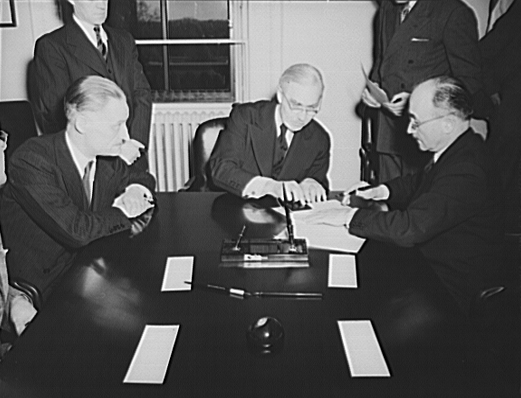
1945年のグルー（中央）。フランスと協定を結ぶ様子

1945年4月7日、日本では小磯内閣が総辞職し、退役海軍大将鈴木貫太郎に組閣の大命が下り鈴木貫太郎内閣が成立した。
同年5月28日、大統領が日本に降伏を呼びかける声明を発することがあるならば、降伏の条件として、天皇制存置を認める文言を含むことをハリー・S・トルーマンに進言する。声明案は詳しく検討され、「原則において同意された」が、「明らかにされないある軍事的理由から、今ただちに行うことは好ましくない」と判断された。
6月12日、グルー国務次官、スティムソン陸軍長官、フォレスタル海軍長官による三者協議において、グルーは占領は必要としながらも、より平和的かつ民主的政策を採用するため日本のよりよい勢力の支持をとりつける可能性を強調し、さらに説得を試みた。6月16日、朝夕二回大統領と会い、日本人は自身の将来の政治的構造を自ら決めることが許されると、対日声明早期実施を促す最後の説得を試みた。これに対しトルーマン大統領は6月18日、声明は米英ソ三巨頭会談まで待つと言明。グルーは落胆した。
7月11日、グルーはラジオ演説で、無条件降伏が日本国民の根絶でも奴隷化でもないということを痛切に呼びかけた。あとは、スティムソンに期待するしかなくなった。
1945年7月1日、ステティニアスが辞任し、7月3日、新国務長官にジェームズ・F・バーンズが就任した。トルーマン大統領一行がドイツ・ポツダムに向かった7月6日、まだ省内にいたバーンズに、天皇制存置条項をポツダム宣言に入れることを働きかけたメモを手渡した。
バーンズは、原子爆弾の力を使えば、ソ連に加勢してもらわなくても、本土上陸作戦（ダウンフォール作戦）の前に日本を降伏させることが可能だと考えた。もしそうなれば、戦後の世界でソ連の力を抑えることもできるし、ベストの結果となろう。しかしこのタイミングで日本の降伏条件を緩和した場合、日本が降伏してしまい、原爆投下の機会を逸することをバーンズは恐れた。そこで「降伏条件の緩和で日本の降伏を促進する」という路線については「原爆投下までは棚上げすべし」とトルーマンに説き、大統領を味方につけることに成功した。こうして降伏条件を緩和することで、日本の降伏を促進すべしと説くグルーやスティムソンの陣営と、原爆を投下し、その威力を示すまでは、降伏条件を緩和すべきでないとするバーンズとトルーマンの陣営とにトルーマン政権は分裂することになった。
スティムソンは代表団員から外されていたにもかかわらず、別便のマルセイユ行き陸軍輸送船に乗り、ポツダムに向かった。ポツダムでトルーマンに再会したスティムソンは、天皇制の存置を保証する一文を復活させるように説得を試みた。しかしトルーマンは頑として応じず、スティムソンに対し「気に入らなければ荷物をまとめて帰ったらいい」とまで言い放ったという。
広島（1945年8月6日）と長崎（同年8月9日）に原子爆弾が投下された。その後、日本の鈴木貫太郎内閣は8月14日にポツダム宣言の受諾を決定した。ポツダム宣言第12項は原案とは違ったものに変えられており、「現皇室の下における立憲君主制を含みうる」という文言は削除されていた。ただし、コーデル・ハル元国務長官がバーンズに、天皇制存続が「アメリカで恐るべき政治的反響」を起こすことを警告したからである。アメリカのような世論・選挙に大きく依存する国の政治家が世論に（さらには国務省にまで）反対して天皇制存続を容認するわけにはいかなかった。こうして7月23日にトルーマンが中国の蒋介石にポツダム宣言の最終草案を送付した時点で、天皇制条項は削除されたのであった。
昭和天皇自身による詔書朗読のラジオ放送（玉音放送）がなされ、戦争が終結した（日本の降伏）。同日、グルーは国務省に辞表を提出した。戦争終結前、既に戦後を見越して、グルーに対し、政治顧問として対日占領に対する協力要請がなされたが、彼は「いかなる状況下にあっても、支配者として日本に帰るつもりはない」と述べ、断った。

## 退任後

### 議会公聴会・極東国際軍事裁判
1945年11月26〜29日、アメリカ合衆国議会において「真珠湾攻撃に関する合同調査委員会公聴会」が催された。グルーは召喚され、日記の提出を求められたが、「私の日記は個人的文書であります。自分の考えを整理するためのある種のスケッチブックとして用いました。多くの文章が不正確であり、誤りを導きかねないものなのです」と述べ、提出を拒んだ。
1946年4月より始まった日本の戦争犯罪を裁く極東国際軍事裁判にも、グルーは関与を持った。彼は、「平沼騏一郎、広田弘毅、重光葵の3人は全く戦争には反対であり、これを避けようと努力した」ことを陳述することを欲したが、同裁判所は同年11月18日、グルーの召喚を要求しないことを決めた。

### 『動乱期』の刊行・ 反共の闘士
グルーは1948年6月28日, 米国対日評議会名誉会長に就任。財閥解体を押しとどめ、公職追放者の復権を呼びかけた。
グルーは1949年3月17日、反共主義団体の全米自由ヨーロッパ委員会が設立された時、その理事長に就任した。そして、1953年10月、共産主義政権の中華人民共和国の国際連合加盟に反対する請願運動の発起人となり、「百万人委員会」を支援。1962年3月、委員長に就任。
1952年11月、11,ホートン・ミフリン社より、公文書からの抜粋を中心にした回顧録『動乱期』（The Turbulent Era）』（全二巻、1500頁）が出版された。同書で、グルーは、もし自分の意見が政権に聞き入れられていたなら、歴史は大きく変わっていただろうという主張を繰り返した。

### 「真の日本の友」
『滞日十年』の印税を原資に、樺山愛輔らが中心となって行われた募金を元に、日本の高校卒業生をアメリカの大学に送ることを目的として「グルー基金」が設立され、1953年夏、第一期生4人がアメリカに向けて出発した。
機会あるごとに、日本との結びつきを大切にした。1953年9月、皇太子明仁親王（当時）がボストンを訪れた際、日米協会主催の記念昼食会に列席した。
1965年5月25日、マサチューセッツ州マンチェスター・バイ・ザ・シーの自宅で没した。84歳没。6月18日、東京ユニオン教会にて追悼式が執り行われた。

## 家族

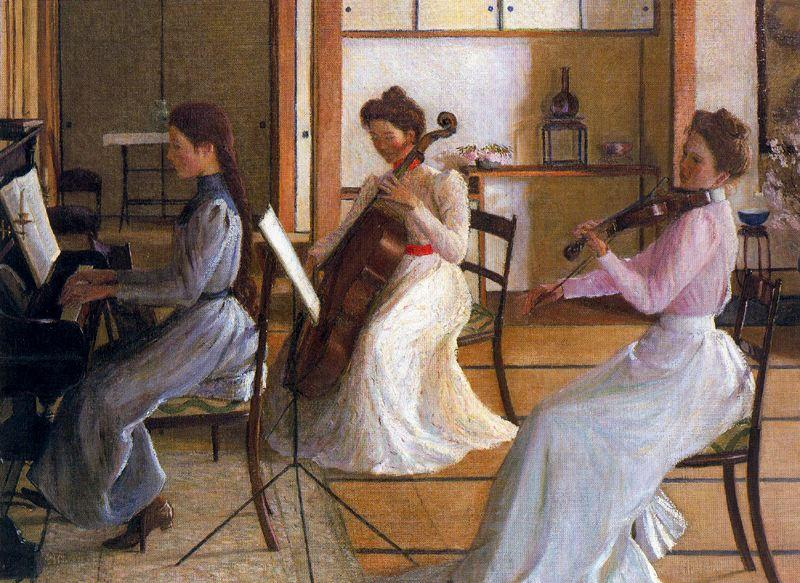
和室で楽器を演奏する妻のアリスとその姉たち。三姉妹の母である画家のリラ・キャボット・ペリーによる絵。1898-1900年ごろ

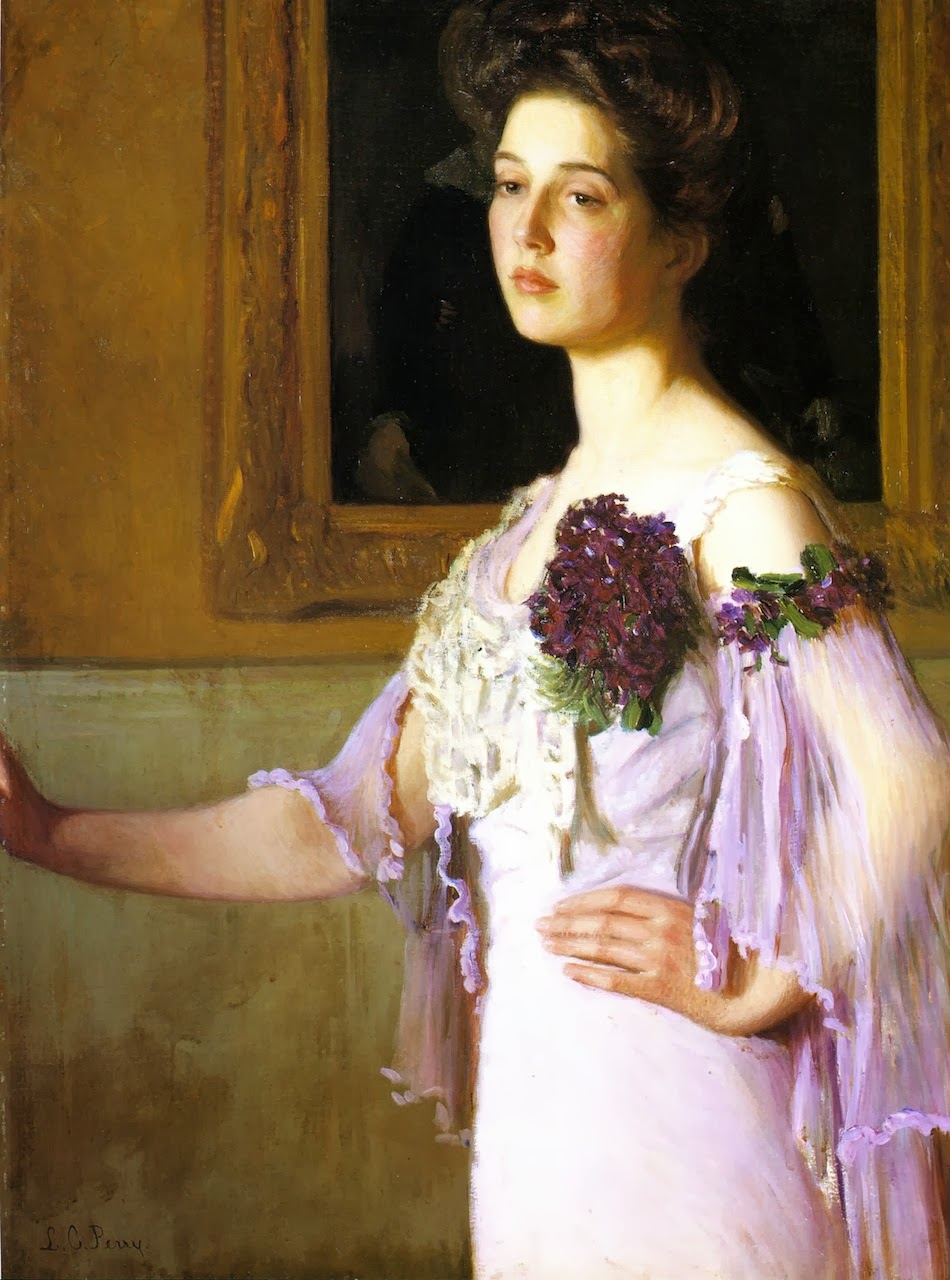
妻アリスの肖像画。リラ・キャボット・ペリーによる絵。1904年

妻のアリス（1883-1959）は、画家のリラ・キャボット・ペリーと学者のトーマス・サージェント・ペリーの娘で、父方の曽祖父は日本に開国を迫ったマシュー・ペリーの兄で軍人のオリバー・ハザード・ペリー。1898年に父親が慶応義塾大学の英文学教師になったため、家族で3年間滞日した。父方伯母のマーガレットはジョン・ラファージの妻。
二女のリラ (1907–1994)は外交官のジェイ・ピアポント・モファットと結婚、四女のエリザベス(1912–1998)も外交官のセシル・バートン・ライオンと東京で知り合い1933年に結婚、翌年聖路加病院で女児を出産した。この時、日米野球で来日中だった選手でスパイのモー・バーグは、出産見舞いと称して同病院を訪ね、屋上から東京各所を隠し持った映写機で撮影して米政府に提出、この映像は東京大空襲の作戦資料として使われた。

## 外交官としての特質

### グルーの外交観
グルーの外交観は基本的には現実主義に根付いたものであった。第一次世界大戦以降のアメリカ外交は、従来の国威・国益を目指したアプローチに代わって、国際協調主義・軍縮・民族自決・集団安全保障・開放的な国際経済体制を追求するウッドロウ・ウィルソン第28代大統領の構想いわゆる「ニューディプロマシー」が基調となった。パリ不戦条約（1928年8月27日、パリで採択・署名された。条約を提唱したフランス外相およびアメリカ合衆国国務長官にちなんでケロッグ＝ブリアン条約とも呼ばれる）は、その好個の例である。組織化された闘争（戦争）ではなく、組織化された共通の平和の達成が理想とされた。
しかしこのような理想主義をジョージ・ケナンは「法理論的・道徳家的（legalistic-moralistic）」と呼び、国内において個人間の関係に適用される法律観念を政府間にも適用させようとする努力であることは認めても、「ある体系的な法律的規則および制約を受諾することによって、国際社会における各国政府の無秩序でかつ危険な野心を抑制することが可能であるという信念」に影響される、いいかえれば極めて観念的であることを指摘した。
グルーは、アメリカの政策の主要目標として、厳正中立を維持（中国における機会を平等にし、門戸を開放）し、日本の国際法違反を阻止すると見なすことにおいて、新しい外交のアプローチを支持しているように思われた。
彼は軍事的手段を取ることには否定的であった。その反面、彼は「平和主義(pacifism)」に関しても懐疑的であった。
日本に対して経済的報復手段（制裁）を取ることに反対しながら、それは最終的に戦争へと導くことを彼は懸念していた。アメリカのアジアにおける国益の擁護を強く主張するグルーの態度は一見、矛盾しているかの様に思われた。彼はしばしば、1930年代後半のドイツの再軍備・ラインラント進駐・オーストリアおよびチェコスロバキア併合を承認し、それらを阻止するための強硬な措置を取らなかったイギリスなどと同様、「宥和主義」（appeasement）を支持していると批判された。しかしグルーは、国際的原則（条約）の遵守をいかなる国家の義務と定め、アメリカの国益の正当性をライバル国に認識させることにあることを求めることにおいて、自分のアプローチは決して宥和的ではない、むしろ「積極的宥和 (constructive conciliation)」として弁護した。「両国民、特に日米の指導的地位にある者たちが互いの「信条」と言えるものを理解し、話し合いをもって表面的な衝突の回避の道を探ること―そうすることが、アメリカの国策の根本原則である―が肝要である」ことを、彼は深く信じていた（1941年9月30日付国務長官宛報告）。

### グルーの日本観
誠意にもとづく折衝によって相手国と派遣国との交流を深め、両国との間に対立が生じるならば和解に導くことを外交の目的と見なしていたグルーは、彼自ら日本の政治・社会・文化について、理解するよう努めた。彼は日本についての情報源を大使館のスタッフの報告および邦字新聞の要約から得ることが多かったが、彼は自らの交友関係に依拠する場合も多かった。グルーが特に親しかったのは、「上流階級・国家の指導者層」の人びとで、外務省関係を除けば、天皇の側近、重臣、大企業経営者、少数の海軍将官、文化人たちであり、彼が休暇に好んで滞在した軽井沢では家族ぐるみで交際した日本人も多かった。グルーが日本について強く印象付けられたことは、第一に、遍く行き渡る天皇に対する敬愛の念の強さであった。彼は1935年5月22日の日記に、「日本人が抱く君主への信仰の力は、外国人が一般的に感知し得る以上に、はるかに強いものだ」と記している。第二に、日本国民が名誉を重んじる民族であるということであった。彼らがまた美と繊細さを重視する文化を創造してきたことにも注目した。しかし、同じ国民に、狂信的愛国主義と残忍さに走る傾向があることにも気付いていた。そのバランスが崩れることを、グルーは危惧した。
「私は日本と日本人を相当によく知っている。日本人は長い歴史を通じて災難と不安に馴らされて来た強壮な人々で、どの国民よりも『やるか死ぬか』の精神を深くたたき込まれている。」「必要とあらば、米だけで戦争することが出来る」とグルーは日記に書いた（1938年12月5日）。6ヶ月後、「どの点から見ても日米戦争は、まさに愚の骨頂である」とも記した（1939年5月15日付日記）。それから2年も経たないうちに、日米両国は戦争状態に入る。そのような日本は、「過去に私が知っている日本」では、なくなった（1940年10月1日付日記）。
グルーの依拠した日本の情報源は、「穏健派」と称せられる人びとであった。特に西園寺公望、牧野伸顕、樺山愛輔、松平恒雄、吉田茂等に深い信頼を寄せていた。その中でも樺山愛輔は、高度の政治判断が求められる情報を、グルーのもとに届けた。グルーの著書『滞日十年』（後述）の中で、樺山は頻繁に登場する。しかし「著名なる日本の自由主義者」「貴重な情報提供者」などと記され、彼の実名は伏せられた。
「穏健派」の枠を出て、交際を広げるのは―たとえば農民・労働者・一般都市住民など―言葉の制約などの理由で、困難であった。しかし、先に述べた2点については、グルーは自分が正しいと確信していた。彼は「穏健派」が軍部および過激論者の主唱により、日本の拡張を抑制することを望んだ。とはいえ、グルーが「穏健派」を実際以上に美化し、彼らの政治的実力を過大に評価しがちであったことは否定できない。

### 『滞日十年』
グルーは1942年8月に帰国し、翌年末までに、250回におよぶ演説を全国を通じて行った。グルーは並行して、日記の刊行準備を始めた。グルーは10年間の大使期間中に、公式書簡や会談の記録、演説や新聞の切り抜き等とは別に、「大判タイプライター用紙にタイプされた13巻」に及ぶ日記をしたためていた。本書（原題：Ten Years in Japan）は、それを元に、「重複するものや、現在発表し得ないもの」および恒久的・歴史的価値を持たないと判断された事項を除いたものである。また「名前が知られると一身上の累が及ぶような」危惧がある場合は、格別の配慮を払ったとグルーは「序言」に記している。彼はまた、本書が「滑らかに流れる年代順の読み物」になることを意図して、公的記録や、時として煩雑になりかねない詳細な注釈等は省いた。
本書は、1944年5月15日、サイモン・シュスター社から刊行された。高い評判をかちえ、『ニューヨーク・タイムズ』紙によれば、6月、7月と続けてベストセラーリストの第2位になった。40近い書評が書かれたが、その多くは好意的であった。しかし本書も、先に刊行された『東京報告』の場合と同様に、国務省あるいは戦時情報局の思惑が入り、戦争目的および戦後対日政策を世論に訴える」面があったことは否定できない。
本書には、グルーが知るに至った日本の美術や慣行についての言及が数多くある。また公式記録には載らない、アメリカ大使館周辺で起こったこと、ならびにグルーが非公式に行った訪問の結果得られたことがらが、詳しくしたためられている。たとえば、1934年秋、ベーブ・ルースを含むアメリカ大リーグ野球チームが訪日した。グルーは一行を迎えた。「私はゴルフ場で会っただれにでも彼を紹介した。そのたびごとに、ベーブは「お会い出来て嬉しく思います」（”Pleased to know you”）と言ったという。全日本が彼に首ったけになったことは、いうまでもない。ベーブは私が逆立ちしても及ばぬほど効果的な大使である。」（強調—引用者）（1934年11月6日）。
1937年春、ヘレン・ケラーが来訪した時、グルーは「公的の身分は何も持たず、ただ自らの努力よって完全な盲聾唖というハンディキャップを克服し、一生を盲人のための建設的事業に捧げた婦人があり、その人は彼女の福音と助力を日本にひろげるためにやってきた。このことは、私が滞在5年間に見たいかなることよりも、深く日本人の心に訴えるのである。・・・演壇上には首相、外相、内相、府知事等、この国の最上層の人びとが何人か見受けられた。高官はそれぞれミス・ケラーの業績をたたえた短い演説をした。彼女は謝辞を述べ、美しい日本の香炉を贈られた」と記した（1937年4月17日）。
同様に、大使家族の愛犬が散歩の途中、積雪の上での燥いで足を滑らしたらしく皇居の濠に落ち、警官が助けの手を貸さないでいると、大使付き運転手（本澤元政）が車に積んであった牽引用ロープを使い、通りすがりのタクシー運転手（有川光一）と、その後、名を告げずにその場を去った配達途中の男の子が本澤に協力して、この犬を助け上げたことがあった（1934年1月19日）。昭和天皇もそのことを知っていたとグルーは日記に書いた（1934年2月23日）。この大使館の犬を救った出来事は樺山愛輔の意向で新聞記事になったが、その内容には取材記者による「佳話」としての脚色がある。

## 年表
- 1880年5月 ボストンに生まれる
- 1902年6月 ハーバード大学卒業。18カ月の世界旅行に出発
- 1904年7月 カイロ総領事館書記生
- 1905年10月 アリス・ペリーと結婚
- 1911年1月 オーストリア＝ハンガリー大使館1等書記官
- 1920年5月 駐デンマーク公使
- 1921年10月 駐スイス公使
- 1922年11月〜1923年7月 ローザンヌ講和会議アメリカ合衆国代表
- 1924年4月 国務次官
- 1927年5月 駐トルコ大使
- 1932年6月 駐日大使
- 1933年3月 駐日大使留任
- 1937年4月 ヘレン・ケラー訪日
- 1937年12月 パネー号事件
- 1939年10月 日米協会演説
- 1940年9月 青信号メッセージ
- 1941年12月〜1942年6月 アメリカ大使館内に抑留
- 1942年8月 駐米大使野村吉三郎・駐米特命全権大使来栖三郎らとの交換により帰国
- 1944年5月 国務省極東局長[52]
- 1944年6月 『滞日十年』、ニューヨークタイムズベストセラーリスト第2位に
- 1944年12月 国務次官
- 1944年12月 三人委員会に国務長官代理として出席
- 1945年8月 国務次官辞任
- 1948年10月 『滞日十年』日本語訳出版
- 1952年11月 『動乱期』全2巻出版
- 1953年8月 グルー基金第一期生渡米
- 1959年8月 アリス夫人歿
- 1960年9月 勲一等旭日大綬章を受章（日米修好百年を記念して渡米した皇太子明仁親王・同妃美智子夫妻が勲章を持参した）[53]
- 1965年5月 マサチューセッツ州マンチェスタ―にて死去、84歳没。

## 著書
- Report from Tokyo, 1942. 原書は新版刊
  - 『東京報告』（細入藤太郎訳、日本橋書店、1945年）
- Ten Years in Japan, 1944. 原書は新版刊
  - 『滞日十年』（上・下）（石川欣一訳、毎日新聞社、1948年／筑摩書房〈ちくま学芸文庫〉[54]、2011年）
- Turbulent Era: A Diplomatic Record of Forty Years, 1904–1945（Ｉ・ＩＩ）. Books for Libraries Press, 1952.

## 評伝
- 船山喜久弥『白頭鷲と桜の木　日本を愛したジョセフ・グルー大使』 亜紀書房、1996年2月
- 福井雄三『日米開戦の悲劇　ジョセフ・グルーと軍国日本』 PHP研究所、2012年3月
- 平川祐弘『平和の海と戦いの海　二・二六事件から「人間宣言」まで』。グルー評伝は第1部（表題）
  - 『平川祐弘決定版著作集 第6巻　平和の海と戦いの海』 勉誠出版、2016年12月

旧版は、新潮社、1983年／講談社学術文庫、1993年（解説五百旗頭真）
- ハワード・B・ショーンバーガー『占領1945～1952　戦後日本をつくりあげた8人のアメリカ人』宮崎章訳、時事通信社、1994年
「第1章　ジョセフ・C．グルー　天皇と占領計画　アメリカ外交におけるジャパン・ロビー」